# Петрінду
Петрінду (рум. Petrindu) — село у повіті Селаж в Румунії. Входить до складу комуни Кузеплак.
Село розташоване на відстані 356 км на північний захід від Бухареста, 31 км на південь від Залеу, 35 км на північний захід від Клуж-Напоки.

## Населення
За даними перепису населення 2002 року у селі проживали 523 особи.
Національний склад населення села:
| Національність | Кількість осіб | Відсоток |
| -------------- | -------------- | -------- |
| румуни         | 317            | 60,6%    |
| угорці         | 164            | 31,4%    |
| цигани         | 42             | 8,0%     |

Рідною мовою назвали:
| Мова      | Кількість осіб | Відсоток |
| --------- | -------------- | -------- |
| румунська | 369            | 70,6%    |
| угорська  | 154            | 29,4%    |